# Palazzo Caracciolo d’Avellino (Nápoly)
A Palazzo Caracciolo di Avellino kora középkori nápolyi palota. 1620-ban Camillo Caracciolo di Avellino alakíttatta át reneszánsz stílusúvá. Történelmi szempontból tekintve kétszeresen is jelentős: itt élt Giovanni Caracciolo, II. Johanna nápolyi királynő komornyikja és szeretője, másrészt a palota bővítése során beépítették Porzia Dè Rossi, Torquato Tasso anyjának házát is.